# لحمادات العين (أولاد احميتي)
لحمادات العين هو دُوَّار يقع بجماعة أولاد سعيد، إقليم سطات، جهة الدار البيضاء سطات في المملكة المغربية. ينتمي الدوّار لمشيخة أولاد احميتي التي تضم 10 دواوير. يقدر عدد سكانه بـ 443 نسمة حسب الإحصاء الرسمي للسكان والسكنى لسنة 2004.

## روابط خارجية
- البوابة الوطنية للجماعات الترابية نسخة محفوظة 12 مارس 2018 على موقع واي باك مشين.
- المندوبية السامية للتخطيط